# Брумфийлд
Брумфийлд (на английски: Broomfield) е град със статут на окръг в щата Колорадо, САЩ. Брумфийлд е с население от 68 341 жители (по приблизителна оценка от 2017 г.) и обща площ от 71,1 km². Намира се на 1629 m надморска височина. ЗИП кодът му е 80020, 80021, 80023, 80038, а телефонният му код е 303, 720.